# Лоцвиль
Лоцвиль (нем. Lotzwil) — коммуна в Швейцарии, в кантоне Берн.
Входит в состав округа Аарванген. Население составляет 2358 человек (на 31 декабря 2006 года). Официальный код — 0331.

## Города-побратимы
- Ветршни, Чехия